# Motu Iti (Île de Pâques)
Pour les articles homonymes, voir Motu (homonymie).
Ne doit pas être confondu avec Motu Iti.
Motu Iti est une petite île inhabitée près de Motu Nui, à un mille marin du Rano Kau, au sud-ouest de l'île de Pâques. Ce bout de terre chilienne situé dans l'océan Pacifique, en constitue le deuxième plus grand îlot avec une superficie de 1,6 hectare soit 0,016 km².
Aujourd'hui il s'agit d'un sanctuaire d'oiseaux marins, l'île est partie prenante du parc national de Rapa Nui. Jusqu'au XIXe siècle l'île était un lieu important pour le peuple Rapa Nui, car elle constituait à la fois leur meilleure carrière pour le développement d'outils tranchants à base d'obsidienne mais aussi un lieu de premier choix pour la cueillette annuelle des œufs et des oisillons y nichant. Motu Nui, l'îlot voisin est le sommet d'une montagne volcanique qui s'élève à plus de 2 000 mètres du fond de la mer.
Les oiseaux de mer qui nichent sur Motu Iti comprennent la Sterne fuligineuse (Onychoprion fuscata).